# コーヴ

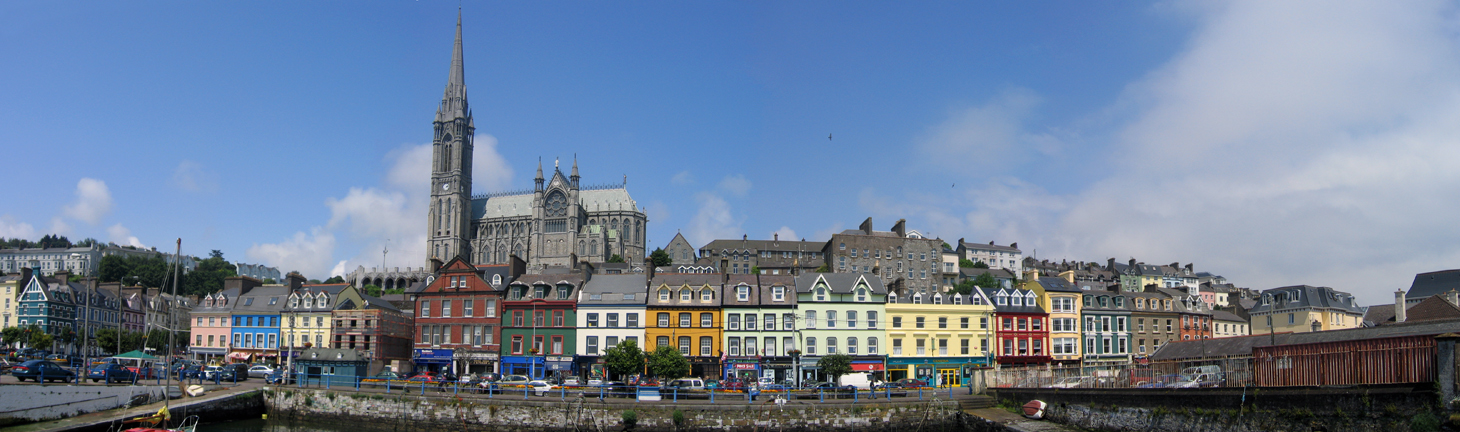
海から見たコーヴ

コーヴ（Cobh, [/koːv/](IPA)、アイルランド語: An Cóbh）は、アイルランドのコーク県の南海岸にある港町である。
1750年に最初に地元でコーヴ (Cove) と呼ばれた。1849年にヴィクトリア女王の訪問を記念してクイーンズタウンと改名され、1922年のアイルランド自由国の誕生でアイルランド語の綴りに近い Cobh に復元された。

## 歴史

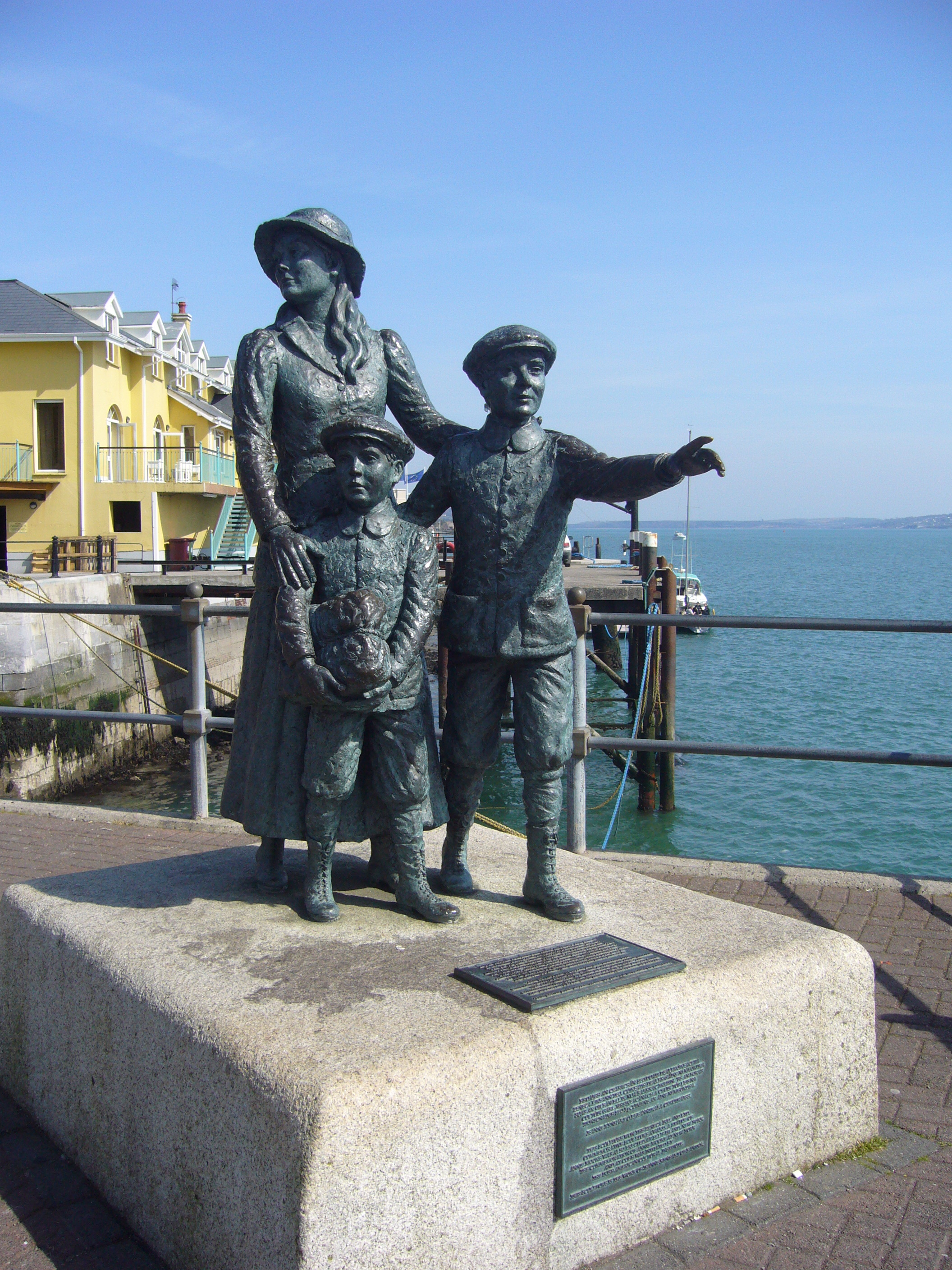
アニー・ムーアの記念碑

アイルランドの大西洋への主要な港の一つであるコーヴは、1848年から1950年の間に北アメリカへ渡った600万人のアイルランド移民のうち250万人を送り出した。
1912年4月11日に、クイーンズタウンはタイタニック号の最後の寄港地となった。
港にはここから旅立ったアニー・ムーア (Annie Moore) と兄弟の記念碑がある。アニー・ムーアは1892年1月1日に新たに開設されたニューヨーク、エリス島の移民管理局からアメリカ合衆国に入った最初の移民だった。